# 尸佼
佼（前390年—前330年），晋国人，又有說是鲁国或楚國人。東周战国时期政治家、思想家。所属学派为儒家或杂家存在争议。

## 生平
尸子在秦国生活過，一說是商鞅的門客，或說他是商鞅的老师，商鞅策謀曾聽於尸子，又参与商鞅变法的策划。秦孝公二十四年（前338年），秦孝公去世，秦惠王继位，公子虔等人诬告商鞅谋反，商鞅逃亡不成，惨遭车裂之刑。商鞅被杀后，尸子惧怕受累，逃入蜀國，終老一生，卒葬於蜀。主张“令名自正，令事自定，赏罚随名，民莫不敬”。要求确立并根据法律制度进行统治。

## 著作
著有《尸子》，全書已亡佚，難窺其原貌思想。書中提出「四方上下曰宇，往古來今曰宙。」是今日「宇宙」一詞的由來 。劉向《荀子書錄》說尸子著書「非先王之法，不循孔氏之術」。